# GJA5
GJA5 (англ. Gap junction protein alpha 5) – білок, який кодується однойменним геном, розташованим у людей на короткому плечі 1-ї хромосоми. Довжина поліпептидного ланцюга білка становить 358 амінокислот, а молекулярна маса — 40 380.
| 10         |  | 20         |  | 30         |  | 40         |  | 50         |
| ---------- |  | ---------- |  | ---------- |  | ---------- |  | ---------- |
| MGDWSFLGNF |  | LEEVHKHSTV |  | VGKVWLTVLF |  | IFRMLVLGTA |  | AESSWGDEQA |
| DFRCDTIQPG |  | CQNVCYDQAF |  | PISHIRYWVL |  | QIIFVSTPSL |  | VYMGHAMHTV |
| RMQEKRKLRE |  | AERAKEVRGS |  | GSYEYPVAEK |  | AELSCWEEGN |  | GRIALQGTLL |
| NTYVCSILIR |  | TTMEVGFIVG |  | QYFIYGIFLT |  | TLHVCRRSPC |  | PHPVNCYVSR |
| PTEKNVFIVF |  | MLAVAALSLL |  | LSLAELYHLG |  | WKKIRQRFVK |  | PRQHMAKCQL |
| SGPSVGIVQS |  | CTPPPDFNQC |  | LENGPGGKFF |  | NPFSNNMASQ |  | QNTDNLVTEQ |
| VRGQEQTPGE |  | GFIQVRYGQK |  | PEVPNGVSPG |  | HRLPHGYHSD |  | KRRLSKASSK |
| ARSDDLSV   |  |            |  |            |  |            |  |            |

A: Аланін

C: Цистеїн

D: Аспарагінова кислота

E: Глутамінова кислота

F: Фенілаланін

G: Гліцин

H: Гістидин

I: Ізолейцин

K: Лізин

L: Лейцин

M: Метіонін

N: Аспарагін

P: Пролін

Q: Глутамін

R: Аргінін

S: Серин

T: Треонін

V: Валін

W: Триптофан

Кодований геном білок за функцією належить до фосфопротеїнів. 
Локалізований у клітинній мембрані, мембрані, клітинних контактах.